# محاكم التفتيش الرومانية

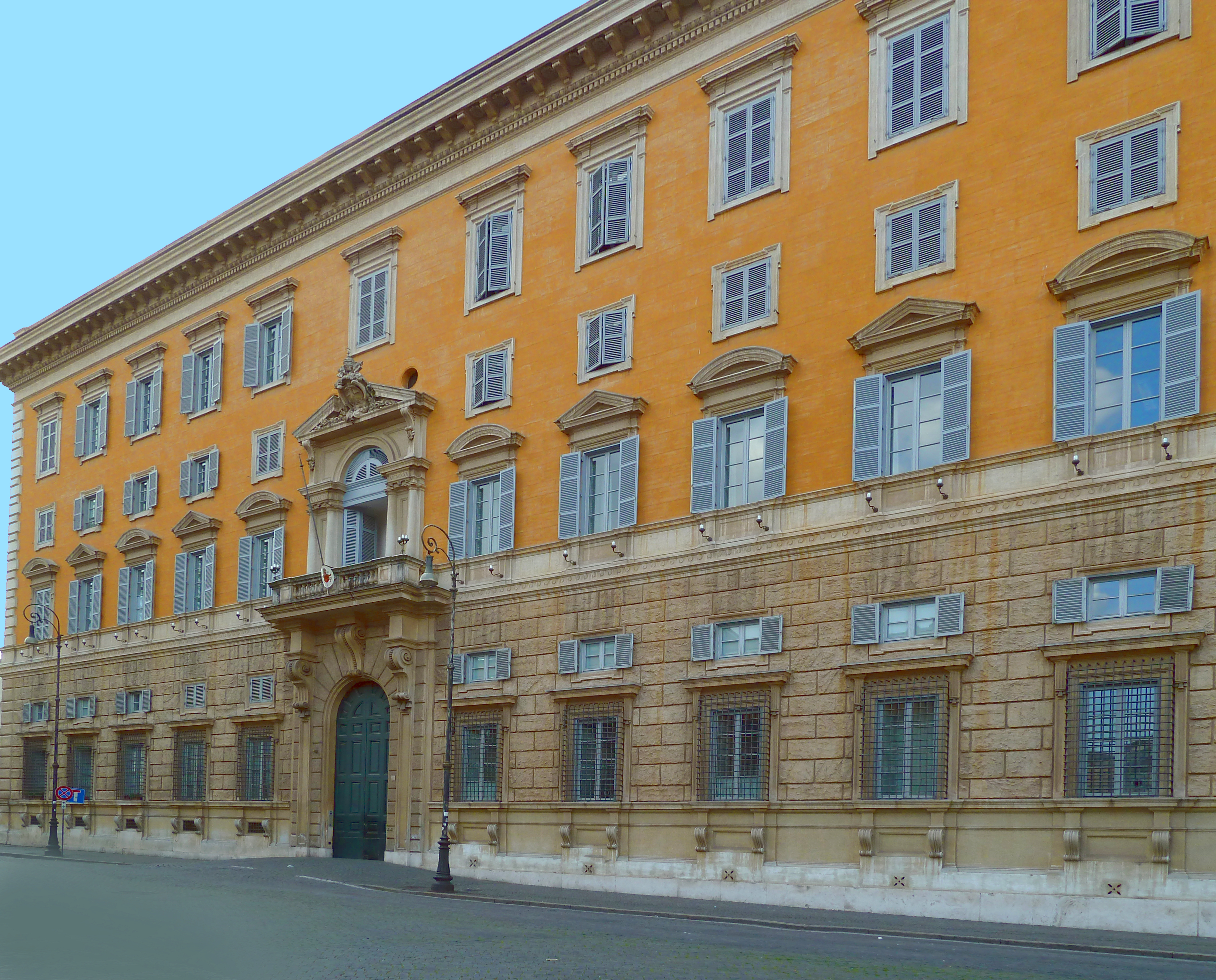

ديوان التحقيق الروماني، ويعرف أيضًا في المصادر العربية باسم محاكم التفتيش الرومانية، هو نظام من المحاكم أنشأه الكرسي الرسولي للكنيسة الكاثوليكية في النصف الثاني من القرن السادس عشر الميلادي، بهدف اضطهاد الأشخاص المتهمين بالهرطقة وبفساد المعتقد الديني (كاعتناق البروتستانتية وممارسة السحر والشعوذة والتجديف) إلى جانب الرقابة على الأدبيات المطبوعة، وقد كان ديوان التحقيق الروماني واحدًا من ثلاثة دواوين تحقيق مسيحية نشأت في عصر ما بعد محاكم التفتيش القروسطية، جنبًا إلى جنب مع ديوان التحقيق الإسباني وديوان التحقيق البرتغالي.

## التاريخ
تأسس ديوان التحقيق الروماني بمرسوم من البابا سيكتوس الخامس سنة 1588، بهدف مكافحة انتشار البروتستانتية في إيطاليا، غير أنه تجاوز حدود هذا الاختصاص إلى اختصاصات أخرى. امتدت سلطة دوان التحقيق الروماني إلى معظم أجزاء شبه الجزيرة الإيطالية، إلى جانب مالطة، وبعض المناطق الخاضعة لسلطة البابا في أجزاء أخرى من أوروبا، ومن بينها أفينيون في فرنسا، وظل ديوان التحقيق يعمل على الأراضي الإيطالية حتى منتصف القرن الثامن عشر الميلادي.

## من أبرز الضحايا
- نيكولاوس كوبرنيكوس، الذي أدان ديوان التفتيش أفكاره بعد سنوات من وفاته (سنة 1616) وقرر وضع كتابه «حول دوران الأجرام السماوية» (باللاتينية: De Revolutionibus Orbium Coelestium) في قائمة الكتب المحظورة.
- غاليليو غاليلي.
- جوردانو برونو: حُكم عليه بالإعدام حرقًا.
- توماسو كامبانيلا
- جيرولامو كاردانو